# Al-Nasr Sports Club (Dubai)
Al-Nasr Sports Club ist ein Sportverein aus Dubai, Vereinigte Arabische Emirate, der 1945 gegründet wurde. Aktuell spielt die Fußballabteilung in der höchsten Liga des Landes, der UAE Pro League. Seine Heimspiele trägt der Verein im al-Maktoum-Stadion aus. Die Fußballer sind dreimaliger Meister und Pokalsieger des Landes.
In den 2000er-Jahren sind mit Reiner Hollmann, Frank Pagelsdorf, Eduard Geyer sowie Hagen Reeck mehrere deutsche Trainer, teilweise sogar wiederholt, für den Verein tätig gewesen.

## Vereinserfolge

### National
- UAE Arabian Gulf League

Meister  1977/78, 1978/79, 1985/86
- UAE Arabian Gulf Cup

Ligapokalsieger 2014/15, 2019/20
- UAE President’s Cup

Pokalsieger 1984/85, 1985/86, 1988/89, 2014/15

### Regional
- GCC Champions League

Sieger 2014

## Bekannte Spieler
- Chodadad Azizi
- Ismaël Bangoura
- Karim Bagheri
- Arash Borhani
- Mark Bresciano
- Amara Diané
- Reza Enayati
- Nenad Jestrović
- Mehrzad Madanchi
- Farhad Majidi
- Peniel Mlapa
- Iman Mobali
- Mohammad Nosrati
- Ionuț Rada
- Carlos Tenorio
- Luca Toni
- Mamam Cherif Touré

## Trainer
- Don Revie (1980–1984)
- Joel Santana (1990–1992)
- Jean Fernandez (1993–1994, 1995–1996)
- Dušan Uhrin (1997–1998)
- Reiner Hollmann (1999–2000, 2006–2007)
- Mircea Rednic (2003–2004)
- Frank Pagelsdorf (2004–2005, 2009–2010)
- Hagen Reeck (2004–2006; als Co-Trainer)
- Eduard Geyer (2005–2006)
- Luka Bonačić (2008–2009)
- Hélio dos Anjos (2010)
- Walter Zenga (2011–2013)
- Ivan Jovanović (2013–2016, 2018)
- Dan Petrescu (2016–2017)
- Cesare Prandelli (2017–2018)
- Ramón Díaz (2021–2022)
- Thorsten Fink (2022)
- Alfred Schreuder (2023–2025)